# Jonathan Adam
Jonathan Adam, né le 4 septembre 1984 à Kirkcaldy, est un pilote automobile britannique pilotant actuellement dans le Championnat du monde d'endurance.

## Biographie
Jonathan Adam commence la compétition automobile en 1999 par l'intermédiaire du karting.
En 2003, il pilote dans le championnat écossais de Formule Ford.
C'est durant cette même année qu'il participe au championnat de Grande-Bretagne de Formule Renault.
Sa carrière s'oriente ensuite vers la Renault Clio Cup, où il finit champion en 2005, puis il intègre en 2006 le SEAT Cupra Championship. Il gagne le championnat à deux reprises en 2007 et 2008.
Il participe ensuite au championnat britannique des voitures de tourisme 2009.
Depuis 2011, il sévit en British GT Championship, championnat qu'il remporte en 2015.
Depuis 2015, il participe au Championnat du monde d'endurance avec l'équipe britannique Aston Martin Racing, lui permettant en 2016 de prendre part aux 24 Heures du Mans.

## Palmarès
- 2004 (Clio Winter Series) : Champion
- 2005 (Renault Clio Cup) : Champion
- 2007 et 2008 (SEAT Cupra Championship) : Champion
- 2015 (British GT Championship) : Champion

## Résultats en compétition automobile

### Résultats aux 24 Heures du Mans
| Année | Équipe              | Équipiers                     | Voiture                     | Classe  | Tours | Pos. | Class Pos. |
| ----- | ------------------- | ----------------------------- | --------------------------- | ------- | ----- | ---- | ---------- |
| 2016  | Aston Martin Racing | Fernando Rees Richie Stanaway | Aston Martin Vantage GTE    | GTE Pro | 337   | 24e  | 6e         |
| 2017  | Aston Martin Racing | Darren Turner Daniel Serra    | Aston Martin V8 Vantage GTE | GTE Pro | 340   | 17e  | 1er        |
| 2018  | Aston Martin Racing | Alex Lynn Maxime Martin       | Aston Martin Vantage AMR    | GTE Pro | 327   | 37e  | 13e        |
| 2019  | Aston Martin Racing | Alex Lynn Maxime Martin       | Aston Martin Vantage AMR    | GTE Pro | 325   | 44e  | 12e        |
| 2020  | TF Sport            | Charlie Eastwood Salih Yoluç  | Aston Martin Vantage AMR    | GTE Am  | 339   | 24e  | 1er        |

### Résultats en Championnat du monde d'endurance FIA
| Année | Équipe              | Classe    | Voiture                  | Moteur                | 1   | 2     | 3     | 4     | 5     | 6     | 7     | 8     | 9     | Rang | Points |
| ----- | ------------------- | --------- | ------------------------ | --------------------- | --- | ----- | ----- | ----- | ----- | ----- | ----- | ----- | ----- | ---- | ------ |
| 2015  | Aston Martin Racing | LMGTE Pro | Aston Martin Vantage GTE | Aston Martin 4.5 L V8 | SIL | SPA   | LMS   | NÜR 6 | CdA 6 | FUJ 6 | SHA 6 | BHR 3 |       | 12e  | 47     |
| 2016  | Aston Martin Racing | LMGTE Pro | Aston Martin Vantage GTE | Aston Martin 4.5 L V8 | SIL | SPA 3 | LMS 3 | NÜR   | MEX   | CdA   | FUJ   | SHA   | BHR 5 | 10e  | 56     |

* Saison en cours.